# Parité de zéro
 (janvier 2012).

Zéro objet, divisé en deux groupes égaux.

Zéro est un nombre pair. Déterminer la parité d'un nombre entier relatif c'est dire s'il est pair ou impair. La façon la plus simple de prouver que zéro est pair c'est de vérifier qu'il correspond à la définition : en effet, c'est un entier multiple de 2. Par conséquent, zéro possède toutes les propriétés des nombres pairs : 0 est divisible par 2, 0 est précédé et suivi par des nombres impairs, 0 est la somme d'un entier et de lui-même (0 + 0), et enfin, un ensemble contenant 0 éléments peut être divisé en deux ensembles égaux.
Dans l'ensemble des nombres pairs, zéro joue un rôle central : c'est l'élément neutre du groupe des entiers relatifs pairs.
La parité de zéro est généralement une source de confusion. Dans des expériences qui mesurent le temps de réaction, la plupart des gens sont plus lents à déterminer que zéro est pair par rapport à 2, 4, 6 ou 8. Certains étudiants en mathématiques, et même certains professeurs pensent que la phrase « zéro est pair » est fausse (pensant donc que zéro est impair, à la fois pair et impair, ou aucun des deux). Des chercheurs en enseignement des mathématiques prétendent que ces idées fausses peuvent être source d'apprentissage. L'étude d'égalités telles que 0 × 2 = 0 peuvent aider les étudiants à dissiper leurs doutes sur le fait que zéro est un nombre et leur permettre de l'utiliser en arithmétique. Parler de la parité de zéro en classe peut leur faire comprendre les principes de base du raisonnement mathématique, ainsi que l'importance des définitions. Déterminer la parité de ce nombre particulier est un premier exemple d'un thème omniprésent en mathématiques : l'abstraction d'un concept familier et son application à un cas qui l'est moins.

## Pourquoi zéro est-il pair?
Rappelons qu'un nombre entier relatif peut être écrit de manière unique ou bien sous la forme {\displaystyle 2k} ou bien sous la forme {\displaystyle 2k+1}, où {\displaystyle k} est un entier relatif. Dans le premier cas, le nombre est pair ; dans le second cas, le nombre est impair. Comme {\displaystyle 0=2\times 0}, le nombre {\displaystyle 0} est pair.

### Explications élémentaires

La boîte avec 0 objets n'a pas d'objet rouge laissé tout seul.

Une utilisation basique des nombres est le dénombrement. Étant donné un ensemble d'éléments, on fait appel à un certain nombre pour décrire combien il y a d'éléments dans l'ensemble. Zéro correspond au cardinal d'un ensemble où il n'y aurait pas d'éléments ; plus formellement, c'est le nombre d'éléments de l'ensemble vide. L'idée de parité est utilisée lorsqu'on fait des sous-groupes de deux éléments. Si les éléments de l'ensemble peuvent être divisés en groupes de deux, sans qu'aucun élément ne reste tout seul, alors le nombre total d'éléments est pair. Si un élément reste tout seul, le nombre d'éléments est impair.
L'ensemble vide contient zéro groupes de deux, aucun objet n'étant laissé tout seul, donc zéro est pair. Bien qu'il soit difficile de s'imaginer zéro groupes de deux, ou de porter attention à l'inexistence d'un élément seul, cette conception de la parité de zéro peut être illustrée en comparant l'ensemble vide avec d'autres ensembles, comme sur le diagramme ci-dessus.
La droite des nombres fournit une autre méthode de description des nombres pairs, que ce soit parmi les nombres positifs, négatifs ou zéro. La répartition des nombres pairs et impairs apparaît clairement lorsqu'on distingue ceux-ci visuellement :
Les nombres pairs et impairs sont alternés. En partant d'un nombre pair quelconque et en allant ensuite à deux rangs à droite ou à gauche du nombre choisi, on obtient un autre nombre pair ; il n'y a alors aucune raison de sauter le nombre zéro.

## Pédagogie

### Connaissances des professeurs
Des chercheurs en enseignement des mathématiques de l'université du Michigan ont ajouté, dans une base de 250 questions permettant d'évaluer les connaissances des enseignants, la question « 0 est un nombre pair » où l'on pouvait répondre par vrai ou faux. Pour eux, cette question faisait partie d'un tronc commun de connaissances que tout adulte bien éduqué devait posséder. De plus, la réponse est neutre dans le sens où elle ne change pas entre le programme dit traditionnel et la réforme mise en place dans les années 1990 aux États-Unis. L'ensemble de ces questions a été posé à 700 enseignants d'écoles primaires entre 2000 et 2004 ; leurs résultats prédisaient avec une forte corrélation la performance aux tests standardisés des élèves qui sont passés dans leurs classes.
On n'est pas sûr du nombre d'enseignants qui ont une idée fausse sur la parité de zéro. L'étude du Michigan n'a pas publié les résultats individuels pour les questions. Betty Lichtenberg, professeur associé à l'enseignement des mathématiques de l'université du Sud de la Floride, a réalisé une étude en 1972 avec un groupe de futurs enseignants d'école primaire, qui comportait parmi un ensemble de tests auxquels ils pouvaient répondre par vrai ou faux, la phrase « 0 est un nombre pair » : ils ont trouvé la question difficile et environ les deux tiers ont répondu « faux ».

### Sources citées
- (en) Betty Plunkett Lichtenberg, « Zero is an even number », The Arithmetic Teacher, vol. 19, no 7,‎ novembre 1972, p. 535–538
- (en) Deborah Loewenberg Ball, Heather C. Hill et Hyman Bass, Knowing Mathematics for Teaching : Who Knows Mathematics Well Enough To Teach Third Grade, and How Can We Decide?, coll. « American Educator », 2005, PDF (lire en ligne)